# Sandra Beuvière
Sandra Beuvière, née le 19 avril 1990 à Villers-Semeuse, est une athlète française.

## Carrière
Elle remporte la médaille d’argent  du relais mixte des Championnats d'Europe de cross-country 2019 à Lisbonne.
Sur le plan national, elle est 3e du 1 500 mètres des Championnats de France d'athlétisme en salle 2012 à Aubière, 2e du 1 500 mètres des Championnats de France d'athlétisme 2013 à Paris et 3e du 1 500 mètres des Championnats de France d'athlétisme 2014 à Reims.